# Temporada 1993-94 de los Orlando Magic
La temporada 1993-94 fue la quinta de los Orlando Magic en la NBA. La temporada regular acabó con 50 victorias y 32 derrotas, ocupando el cuarto puesto de la conferencia Este, clasificándose para los playoffs, en los que cayeron en primera ronda ante Indiana Pacers.

## Elecciones en elDraft
| Ronda | Puesto | Jugador       | Posición  | Nacionalidad   | Universidad     |
| ----- | ------ | ------------- | --------- | -------------- | --------------- |
| 1     | 1      | Chris Webber  | Ala-Pívot | Estados Unidos | Michigan        |
| 1     | 26     | Geert Hammink | Pívot     | Estados Unidos | Louisiana State |

## Temporada regular
| División Atlántico | División Atlántico | División Atlántico | División Atlántico | División Atlántico | División Atlántico | División Atlántico | División Atlántico | División Atlántico |
| Equipo             | G                  | P                  | %                  | PD                 | Casa               | Fuera              | Div                |                    |
| ------------------ | ------------------ | ------------------ | ------------------ | ------------------ | ------------------ | ------------------ | ------------------ | ------------------ |
| y-New York Knicks  | 57                 | 25                 | .695               | —                  | 32–9               | 25–16              | 18–10              |                    |
| x-Orlando Magic    | 50                 | 32                 | .610               | 7                  | 31–10              | 19–22              | 20–8               |                    |
| x-New Jersey Nets  | 45                 | 37                 | .549               | 12                 | 29–12              | 16–25              | 17–11              |                    |
| x-Miami Heat       | 42                 | 40                 | .512               | 15                 | 22–19              | 20–21              | 16–12              |                    |
| Boston Celtics     | 32                 | 50                 | .390               | 25                 | 18–23              | 14–27              | 12–16              |                    |
| Philadelphia 76ers | 25                 | 57                 | .305               | 32                 | 15–26              | 10–31              | 7–21               |                    |
| Washington Bullets | 24                 | 58                 | .293               | 33                 | 17–24              | 7–34               | 8–20               |                    |

## Playoffs

### Primera ronda
Orlando Magic  vs. Indiana Pacers
| Fecha       | Partido                               | Ciudad  |
| ----------- | ------------------------------------- | ------- |
| 28 de abril | Orlando Magic 88, Indiana Pacers 89   | Orlando |
| 30 de abril | Orlando Magic 101, Indiana Pacers 103 | Orlando |
| 2 de mayo   | Indiana Pacers 99, Orlando Magic 86   | Indiana |
|             | Indiana Pacers gana las series 3-0    |         |

## Estadísticas

### Temporada regular
| Rk | Jugador           | Edad | P  | PT | MP   | TC   | TCI  | %TC  | T3  | T3I | %T3  | TL  | TLI  | %TL  | RO  | RD  | RT   | AS  | RB  | TAP | BP  | FP  | PTS  |
| -- | ----------------- | ---- | -- | -- | ---- | ---- | ---- | ---- | --- | --- | ---- | --- | ---- | ---- | --- | --- | ---- | --- | --- | --- | --- | --- | ---- |
| 1  | Shaquille O'Neal  | 21   | 81 | 81 | 39.8 | 11.8 | 19.6 | .599 | 0.0 | 0.0 | .000 | 5.8 | 10.5 | .554 | 4.7 | 8.5 | 13.2 | 2.4 | 0.9 | 2.9 | 2.7 | 3.5 | 29.3 |
| 2  | Anfernee Hardaway | 22   | 82 | 82 | 36.8 | 6.2  | 13.3 | .466 | 0.6 | 2.3 | .267 | 3.0 | 4.0  | .742 | 2.3 | 3.0 | 5.4  | 6.6 | 2.3 | 0.6 | 3.6 | 2.5 | 16.0 |
| 3  | Nick Anderson     | 26   | 81 | 81 | 34.7 | 6.2  | 13.0 | .478 | 1.2 | 3.9 | .322 | 2.1 | 3.1  | .672 | 1.4 | 4.5 | 5.9  | 3.6 | 1.7 | 0.4 | 2.0 | 1.8 | 15.8 |
| 4  | Scott Skiles      | 29   | 82 | 46 | 28.1 | 3.4  | 7.9  | .429 | 0.8 | 2.0 | .412 | 2.4 | 2.7  | .878 | 0.5 | 1.8 | 2.3  | 6.1 | 0.6 | 0.0 | 2.4 | 2.1 | 9.9  |
| 5  | Dennis Scott      | 25   | 82 | 37 | 27.8 | 4.7  | 11.6 | .405 | 1.9 | 4.7 | .399 | 1.5 | 1.9  | .774 | 0.7 | 2.0 | 2.7  | 2.6 | 1.0 | 0.4 | 1.1 | 2.0 | 12.8 |
| 6  | Jeff Turner       | 31   | 68 | 51 | 22.6 | 2.9  | 6.3  | .467 | 0.3 | 0.8 | .327 | 0.5 | 0.7  | .778 | 1.2 | 2.8 | 4.0  | 0.9 | 0.3 | 0.2 | 1.1 | 3.5 | 6.6  |
| 7  | Larry Krystkowiak | 29   | 34 | 11 | 20.1 | 2.1  | 4.4  | .480 | 0.0 | 0.0 | .000 | 0.9 | 1.1  | .795 | 1.1 | 2.5 | 3.6  | 1.0 | 0.4 | 0.1 | 0.9 | 2.2 | 5.1  |
| 8  | Donald Royal      | 27   | 74 | 0  | 18.3 | 2.4  | 4.7  | .501 | 0.0 | 0.0 | .000 | 2.7 | 3.6  | .740 | 1.3 | 2.1 | 3.4  | 0.8 | 0.7 | 0.2 | 1.0 | 1.6 | 7.4  |
| 9  | Anthony Avent     | 24   | 41 | 20 | 16.5 | 1.4  | 4.1  | .341 | 0.0 | 0.0 |      | 0.7 | 1.1  | .636 | 2.0 | 2.4 | 4.5  | 0.8 | 0.4 | 0.3 | 1.0 | 2.1 | 3.5  |
| 10 | Anthony Bowie     | 30   | 70 | 0  | 13.5 | 2.0  | 4.1  | .481 | 0.0 | 0.3 | .056 | 0.6 | 0.7  | .837 | 0.4 | 1.3 | 1.7  | 1.5 | 0.5 | 0.2 | 0.8 | 1.2 | 4.6  |
| 11 | Greg Kite         | 32   | 29 | 0  | 10.7 | 0.4  | 1.2  | .371 | 0.0 | 0.0 |      | 0.3 | 0.8  | .364 | 0.8 | 1.7 | 2.4  | 0.1 | 0.1 | 0.4 | 0.6 | 2.1 | 1.2  |
| 12 | Tree Rollins      | 38   | 45 | 1  | 8.5  | 0.6  | 1.2  | .547 | 0.0 | 0.0 |      | 0.4 | 0.7  | .600 | 0.7 | 1.4 | 2.1  | 0.2 | 0.2 | 0.8 | 0.3 | 1.2 | 1.7  |
| 13 | Lorenzo Williams  | 24   | 3  | 0  | 6.3  | 0.3  | 2.0  | .167 | 0.0 | 0.3 | .000 | 0.0 | 0.0  |      | 1.0 | 0.3 | 1.3  | 0.7 | 0.7 | 1.0 | 0.0 | 1.0 | 0.7  |
| 14 | Todd Lichti       | 27   | 4  | 0  | 5.0  | 1.0  | 2.3  | .444 | 0.0 | 0.0 |      | 0.0 | 0.0  |      | 0.8 | 0.3 | 1.0  | 0.5 | 0.5 | 0.0 | 0.5 | 0.8 | 2.0  |
| 15 | Litterial Green   | 23   | 29 | 0  | 4.3  | 0.8  | 2.0  | .386 | 0.0 | 0.1 | .250 | 1.0 | 1.3  | .757 | 0.2 | 0.2 | 0.4  | 0.3 | 0.2 | 0.0 | 0.4 | 0.6 | 2.5  |
| 16 | Geert Hammink     | 24   | 1  | 0  | 3.0  | 1.0  | 3.0  | .333 | 0.0 | 0.0 |      | 0.0 | 0.0  |      | 1.0 | 0.0 | 1.0  | 1.0 | 0.0 | 0.0 | 0.0 | 1.0 | 2.0  |
| 17 | Keith Tower       | 23   | 11 | 0  | 2.9  | 0.4  | 0.8  | .444 | 0.0 | 0.0 |      | 0.0 | 0.0  |      | 0.0 | 0.5 | 0.5  | 0.1 | 0.0 | 0.0 | 0.0 | 0.5 | 0.7  |
| 18 | Anthony Cook      | 26   | 2  | 0  | 1.0  | 0.0  | 0.5  | .000 | 0.0 | 0.0 |      | 0.0 | 0.0  |      | 0.0 | 0.0 | 0.0  | 0.0 | 0.0 | 1.0 | 0.5 | 0.0 | 0.0  |

### Playoffs
| Rk | Jugador           | Edad | P | PT | MP   | TC  | TCI  | %TC  | T3  | T3I | %T3  | TL  | TLI  | %TL   | RO  | RD  | RT   | AS  | RB  | TAP | BP  | FP  | PTS  |
| -- | ----------------- | ---- | - | -- | ---- | --- | ---- | ---- | --- | --- | ---- | --- | ---- | ----- | --- | --- | ---- | --- | --- | --- | --- | --- | ---- |
| 1  | Anfernee Hardaway | 22   | 3 | 3  | 44.3 | 7.3 | 16.7 | .440 | 1.7 | 3.7 | .455 | 2.3 | 3.3  | .700  | 2.7 | 4.0 | 6.7  | 7.0 | 1.7 | 2.0 | 6.7 | 3.3 | 18.7 |
| 2  | Shaquille O'Neal  | 21   | 3 | 3  | 42.0 | 7.7 | 15.0 | .511 | 0.0 | 0.0 |      | 5.3 | 11.3 | .471  | 5.7 | 7.7 | 13.3 | 2.3 | 0.7 | 3.0 | 3.3 | 4.3 | 20.7 |
| 3  | Nick Anderson     | 26   | 3 | 3  | 40.0 | 4.3 | 11.3 | .382 | 2.7 | 6.7 | .400 | 3.0 | 4.0  | .750  | 0.7 | 2.7 | 3.3  | 3.3 | 1.7 | 0.7 | 1.7 | 2.7 | 14.3 |
| 4  | Dennis Scott      | 25   | 3 | 3  | 33.0 | 4.7 | 13.7 | .341 | 2.3 | 7.3 | .318 | 2.7 | 3.3  | .800  | 0.3 | 1.7 | 2.0  | 1.0 | 0.7 | 1.0 | 2.7 | 2.3 | 14.3 |
| 5  | Larry Krystkowiak | 29   | 3 | 3  | 30.7 | 2.3 | 6.0  | .389 | 0.0 | 0.0 |      | 1.3 | 1.3  | 1.000 | 2.3 | 6.0 | 8.3  | 3.0 | 1.0 | 0.7 | 0.7 | 3.3 | 6.0  |
| 6  | Anthony Avent     | 24   | 2 | 0  | 20.0 | 3.0 | 6.5  | .462 | 0.0 | 0.0 |      | 3.5 | 4.0  | .875  | 4.0 | 1.5 | 5.5  | 0.5 | 0.0 | 0.0 | 0.5 | 1.0 | 9.5  |
| 7  | Donald Royal      | 27   | 3 | 0  | 15.0 | 2.0 | 4.7  | .429 | 0.0 | 0.0 |      | 3.0 | 4.0  | .750  | 0.3 | 1.0 | 1.3  | 1.7 | 0.3 | 0.0 | 0.7 | 1.0 | 7.0  |
| 8  | Scott Skiles      | 29   | 2 | 0  | 11.5 | 2.0 | 4.0  | .500 | 0.0 | 1.0 | .000 | 0.5 | 0.5  | 1.000 | 0.5 | 0.0 | 0.5  | 1.5 | 0.0 | 0.0 | 2.5 | 1.0 | 4.5  |
| 9  | Tree Rollins      | 38   | 3 | 0  | 9.7  | 0.7 | 1.7  | .400 | 0.0 | 0.0 |      | 0.0 | 0.0  |       | 1.0 | 0.0 | 1.0  | 0.0 | 0.3 | 0.3 | 0.0 | 3.0 | 1.3  |
| 10 | Anthony Bowie     | 30   | 2 | 0  | 6.5  | 0.0 | 0.5  | .000 | 0.0 | 0.0 |      | 0.0 | 0.0  |       | 0.0 | 0.0 | 0.0  | 0.0 | 0.0 | 0.0 | 0.0 | 1.5 | 0.0  |

## Galardones y récords
| Jugador          | Galardón                                                           |
| Shaquille O'Neal | 3.er Mejor quinteto de la NBA All-Star                             |
| Penny Hardaway   | Mejor quinteto de rookies de la NBA MVP del Rising Stars Challenge |